# Jonathan Ligali
Jonathan Ligali (Montpellier, 28 mei 1991) is een Frans voormalig voetballer die speelde als doelman. Tussen 2009 en 2019 was hij actief voor Montpellier en Dunkerque.

## Carrière
Ligali speelde in de jeugdopleiding van SC Jacou. Na vijf jaar daar werd hij op twaalfjarige leeftijd gescout door de profs van Montpellier. In de zomer 2009 werd de doelman gepromoveerd tot lid van de eerste selectie. Hij maakte zijn debuut als profvoetballer op 1 december 2012, toen er met 1–0 verloren werd op bezoek bij Olympique Lyon. Coach René Girard liet hem bij afwezigheid van eerste keus Geoffrey Jourdren in de basis starten. In de zomer van 2017 huurde Dunkerque hem voor één seizoen. In de zomer van 2019 vertrok Ligali bij Montpellier nadat zijn contract was afgelopen. Hierop besloot Ligali op achtentwintigjarige leeftijd een punt achter zijn actieve loopbaan te zetten.